# Stugutjärnen (Frostvikens socken, Jämtland)
Stugutjärnen är en sjö i Strömsunds kommun i Jämtland och ingår i Ångermanälvens huvudavrinningsområde.